# Bocquencé
Bocquencé – miejscowość i dawna gmina we Francji, w regionie Normandia, w departamencie Orne. W 2013 roku jej populacja wynosiła 149 mieszkańców. 
W dniu 1 stycznia 2016 roku z połączenia 10 ówczesnych gmin – Anceins, Bocquencé, Couvains, La Ferté-Frênel, Gauville, Glos-la-Ferrière, Heugon, Monnai, Saint-Nicolas-des-Laitiers oraz Villers-en-Ouche – utworzono nową gminę La Ferté-en-Ouche. Siedzibą gminy została miejscowość La Ferté-Frênel. 